# Murder Is My Beat
Murder Is My Beat este un film noir american din 1955 regizat de Edgar G. Ulmer. În rolurile principale joacă actorii Paul Langton, Barbara Payton și Robert Shayne.

## Actorii
- Paul Langton — Ray Patrick
- Barbara Payton – Eden Lane
- Robert Shayne – Det. Bert Rawley
- Selena Royle – Beatrice Abbott
- Roy Gordon – Mr. Abbott
- Tracy Roberts – Patsy Flint
- Kate MacKenna – Miss Farre
- Herry Harvey, Sr. – Popmpbediende
- John Adler – Lousie

## Legătui externe
- Murder Is My Beat la Internet Movie Database
- Murder Is My Beat la Allmovie